# Pantydia klosii
Pantydia klosii är en fjärilsart som beskrevs av Rothschild 1916. Pantydia klosii ingår i släktet Pantydia och familjen nattflyn. Inga underarter finns listade i Catalogue of Life.